# Triodontella corsica
Triodontella corsica är en skalbaggsart som beskrevs av Baraud och Schaefer 1959. Triodontella corsica ingår i släktet Triodontella och familjen Melolonthidae. Inga underarter finns listade i Catalogue of Life.